# Brillante sobre el Mic
"Brillante sobre el mic" es una de las canciones más exitosas e influyentes del rock argentino y de su autor y cantautor Fito Páez. Es la penúltima canción de El amor después del amor, el séptimo álbum del artista.

## Significado
Brillante sobre el mic es una canción que enumera recuerdos imborrables de la vida del autor. Esta canción está inspirada en la relación de Páez con la cantante Fabiana Cantilo, quien había sido su compañera de grabaciones y su pareja durante seis años. El mic en el nombre de la canción es la abreviación de micrófono.
Esto diría más tarde Fito sobre la canción:

Es una canción para ella, inspirada en ella, en su rostro, en ella cantando(...) Yo ya estaba con Ceci (Cecilia Roth) en ese momento. Pero es una canción donde aparece Fabiana(...) La música fue composición automática en José Ignacio una noche cuando estábamos haciendo los demos del álbum. Y diría que 6 o 7 meses más tarde le puse la letra en casa de mis tíos en Villa Constitución en una noche. Digamos que cada vez que pienso en esa canción, la pienso con ella cantando.
Fito Páez

## Versiones
Varios artistas interpretaron su versión del tema, entre ellos:
- Javier Lara interpreta la canción para el álbum Homenaje a Fito Páez (2006)
- Fabiana Cantilo, edita su versión/cover en su décimo álbum, En la vereda del sol (2009)

## Músicos
- Fito Páez: Voz y teclado.
- Tweety González: Órgano.
- Ulises Butrón: Guitarra.
- Guillermo Vadalá: Bajo.
- Daniel Colombres: Batería.

### Invitados
- Fabiana Cantilo: Coros.
- Andrés Calamaro: Coros.
- Gabriel Carámbula: Guitarra.

## Posicionamiento en listas

### Semanales
| País (Lista 2023)             | Mejor posición |
| ----------------------------- | -------------- |
| Argentina Hot 100 (Billboard) | 82             |